# DeSoto Diplomat

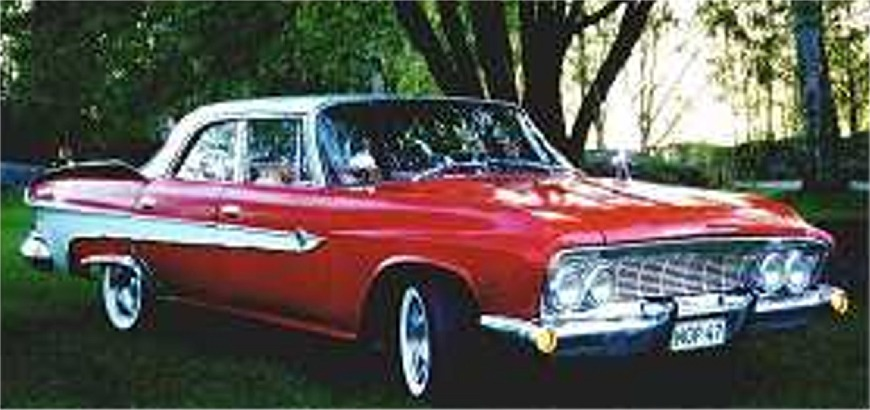
DeSoto Diplomat (1961) auf Basis des Dodge Dart (1961)

Der DeSoto Diplomat war ein Chrysler-Produkt, das nur für den Export hergestellt wurde. Der DeSoto Diplomat entstand im Wesentlichen durch Badge Engineering von Chrysler- und Plymouth-Fahrzeugen. Sie wurden sowohl in den Werken in Detroit als auch in Windsor (Ontario) hergestellt.
Der Export-DeSoto auf Basis eines Plymouth wurde zuerst 1937 eingeführt und ausschließlich in Detroit hergestellt. Erst zum Ende des Modelljahres 1939 fing Chrysler in Kanada mit dem Bau dieser Wagen an.
Seit 1946 hieß der Export-DeSoto DeSoto Diplomat. Er wurde nach Europa, Südafrika, Südamerika, Hawaii und Australien geliefert. Im Modelljahr 1955 stellte Chrysler Kanada keine Exportfahrzeuge her, sodass alle 1955er Diplomat aus Detroit kamen. In den späten 1950er-Jahren bevorzugten einige europäische Taxifahrer einen Dieselmotor von Perkins (Typ P 4 C) für ihren Diplomat; diese Dieselmotoren wurden in einer Montagelinie in Belgien in die Wagen eingesetzt.
Von 1938 bis 1956 wurden Plymouth-Karosserien für den Export-DeSoto verwendet, die mit einem Kühlergrill ausgestattet waren, der denen der anderen DeSotos ähnelte, aber in die Aussparung des Plymouth passte. Von 1957 bis 1959 hatte der DeSoto Diplomat die Front des DeSoto Firesweep, die an die Plymouth-Karosserie angebaut wurde.
In den Modelljahren 1960 und 1961 basierte der Diplomat auf dem großen Dodge Dart. Obwohl 1960 die Fertigung von DeSoto in Kanada und 1961 in den USA eingestellt wurde, entstanden in Südafrika noch einige DeSoto Diplomat 1962, die auf der Limousine des Dodge Dart 440 basierten.